# Deus Ex: Human Revolution
Deus Ex: Human Revolution (укр. Deus Ex: Людська Революція) — відеогра жанру стелс-екшен/RPG, розроблена компанією Eidos Montreal і випущена компанією Square Enix в 2011 році для платформ Windows, Xbox 360 і PlayStation 3. В 2012 і 2013 вийшли версії для Mac OS X та Wii U відповідно. Є третьою за рахунком грою у всесвіті Deus Ex і першою в хронології.
Гра показує світ 2027 року. В центрі сюжету стоїть Адам Дженсен — вдосконалений імплантатами чоловік, який розслідує напад на штаб-квартиру однієї з провідних компаній-виробників імплантатів. В ході розслідувань він розкриває складні політичні інтриги і проблеми, пов'язані з удосконаленням людини.
У 2011 році вийшла книга «Deus Ex: Icarus Effect» від Джеймса Своллоу, одного зі сценаристів Deus Ex: Human Revolution. Сюжет книги частково перетинається з сюжетом гри.
Про розробку продовження стало відомо 8 квітня 2015 року. Воно має назву Deus Ex: Mankind Divided, головним героєм також виступає Адам Дженсен, а події розгортаються в 2029 році.

## Ігровий процес

Адам у бою проти бандитів Детройта

Гравець виступає в ролі Адама Дженсена, начальника служби безпеки, вдосконаленого протезами та іншими імплантатами. Для досягнення своїх цілей він, за рішенням гравця, користується різними шляхами, такими як бій, переконання чи шпигунство і диверсії. Майже кожна ситуація передбачає кілька шляхів вирішення проблем, залежно від плану місцевості, доступних можливостей головного героя і його попередніх дій. Інтерфейс гри реалізовано як доповнену реальність в очах Дженсена, що надає відомості про стан тіла, важливі об'єкти оточення, інвентар, зброю і вказівки на завдання. Здоров'я Адама втрачається від поранень чи агресивного середовища, але з часом відновлюється автоматично. Якщо він гине, гра завантажується з місця останнього збереження.
Через отримані на початку гри (і до перетворення на кіборга) травми Адам не може користуватися всіма доступними технологіями в своєму тілі. Отримання контролю над ними відкривається через отримання досвіду за виконання завдань і за допомогою пакетів «Праксис», що знаходяться на локаціях чи купуються. Всі імплантати поділені на сім категорій за частинами тіла, де вони містяться (череп, очі, торс, руки, спина, ноги, шкіра), і кожен може бути вдосконалений. Деякі вдосконалення роблять недоступними інші, тому користуватися всіма Адам не може навіть за достатньої кількості досвіду. Спеціальні вдосконалення дозволяють бачити крізь стіни, витримувати електричні розряди, стрибати з великої висоти, ставати невидимим, і таке інше. Такі можливості, як пробиття стін руками, розкидання навколо бомб, невидимість, потребують додаткової енергії, рівень якої показується блоками у вигляді батарейок. Один не до кінця використаний блок з часом відновлюється. Вичерпані поповнюються спеціальними батончиками або енергетиками.
Адам здатний взаємодіяти з численними об'єктами: пересувати предмети, обшукувати сховки і тіла, вмикати й вимикати техніку. Майже всі дії приносять досвід, від знешкодження ворогів і до читання книг. Багато секретної інформації, як і альтернативні шляхи проходження, можна отримати зламуючи комп'ютери. Це реалізовано в формі міні-гри, де слід захоплювати вузли мережі. Якщо втручання буде виявлено, через деякий час підніметься тривога. Таким чином можна відкривати заблоковані двері, перехоплювати контроль над роботами, відключати чи використовувати собі на користь відеоспостереження.
Зброя та інші предмети носяться в інвентарі, поділеному на клітинки. Кожен предмет займає мінімум одну клітинку. Місткість інвентаря (максимальну його вагу) можна збільшити відповідним вдосконаленням тіла Дженсена. Деякі предмети можна комбінувати, наприклад, встановити глушник на пістолет.
Багато епізодів можна пройти різними способами: силовим, мирним і приховано. За бажання гра може бути пройдена практично без кровопролиття, за винятком обов'язкових боїв з босами. Противників не обов'язково вбивати, їх можна просто оглушити чи приспати (газовими гранатами, транквілізатором). Зброя також є смертельна і несмертельна. Оскільки універсальні боєприпаси, показані в Deus Ex: Invisible War, відповідно до хронології всесвіту серії, ще не були винайдені, використовуються різні боєприпаси, як в оригінальній Deus Ex, які займають місце в інвентарі.

## Сюжет
Події розгортаються в 2027 році, за чверть століття до подій оригінальної гри. Головний герой Адам Дженсен працює начальником служби безпеки детройтської компанії «Шаріф Індастріз», одного з провідних світових виробників імплантатів. Напередодні виступу в ООН його подруги Меган Рід, вченої, чиї роботи обіцяють перемогти відторгнення імплантатів, Дженсен закінчує свій робочий день.
Несподівано сигналізація повідомляє про аварію в лабораторії. Дженсен вирушає туди і виявляє, що група невідомих найманців напала на штаб-квартиру «Шаріф Індастріз». В ході нападу вчені Ерік Косс, Ніа Колвін, Деклан Фаерті, Василь Шевченко та Меган Рід вважаються загиблими, а Адам отримує несумісні з життям поранення. Для збереження його життя і подальшого розслідування, за дорученням Девіда Шаріфа — директора «Шаріф Індастріз», Адаму замінюють протезами кінцівки, очі, і вживлюють передові розробки компанії.
Через півроку Дженсен повертається на службу. На завод «Шаріф Індастріз» напали терористи з екстремістського руху «За чистоту». Пілот Фаріда Малік доставляє Адама туди, де він рятує заручників (якщо встигне до них дістатися, поки не вибухнула встановлена терористами бомба) і стає свідком самогубства хакера. По поверненню у відділок в Детройті він отримує відомості, що тіло хакера знаходиться в морзі. Дженсен проникає туди та добуває нейронний вузол, видаючи себе за детектива. Підключивши його до домашнього комп'ютера, Адам виявляє, що, всупереч поглядам екстремістів, хакер мав імплантати, і ним управляли на відстані, змусивши застрелитися. Розслідуючи паралельно вторгнення в корпоративну мережу «Шаріф Індастріз», Дженсен виявляє в детройтських нетрях концентраційний табір, керований агентством FEMA, і в ньому — тих самих неопізнаних терористів, що напали на штаб-квартиру «Шаріф Індастріз» півроку тому. Дженсен б'ється з одним з них, Барретом, який запевняє, що його покровителі знаходяться в Китаї, на острові Хенша. Адам намагається розпитати деталі у Вільяма Таггарта, впливового борця проти впровадження технологій вдосконалення людини, але безуспішно.
Дженсен вирушає на острів Хенша в Китаї, що став до 2027 року високотехнологічним мегаполісом. Тут він знаходить сліди хакера Брюгге, котрий зламав мережу «Шаріф Індастріз». В пошуках хакера Адам проникає в нічний клуб «Вулик», бармен якого виявляється відомим мафіозі Тонг Сі Хунгом. Отримавши інформацію, що хакер перебуває в готелі, Дженсен прибуває туди. Від Брюгге він дізнається, що той працював на компанію «Тай-Юн Медікал», головного конкурента «Шаріф Індастріз», що викупає чи силою і хитрощами усуває опонентів. Раптом на готель нападають озброєні люди, що шукають Брюгге. Дженсен допомагає йому втекти і проникає в хмарочос «Тай-Юн», звідки хакер не встиг забрати певну інформацію. Переглядаючи збережені записи, Дженсен знаходить підтвердження своїх здогадів: вчені «Шаріф Індастріз» були не вбиті, а викрадені. Причому до цього причетна Еліза Кассан, одна з найавторитетніших телеведучих світу і працівник корпорації «Пік». Адам стикається з главою «Тай-Юн Медікал» Чжао Юньчжу та намагається довідатися від неї де викрадені, але потрапляє у пастку. Насилу втікши від охорони Чжао Юньжу, Адам вирушає довідатися більше в медіакорпорації «Пік».
Адам вирушає до Монреаля, у штаб-квартиру «Пік». У ній виявляється прихований поверх, куди той і вирушає. Дженсен ледь встигає поспілкуватися з голограмою Кассан і дізнається, що вона не людина, а штучний інтелект, який створює «правильні» новини для своїх творців. Однак Еліза не може розказати більше, бо на заваді стає кіборг Єлена Федорова. Бісля бою Кассан розповідає, що Чжао одна з її творців, а з викраденням вчених пов'язаний доктор Ісай Сендовал, член «Фронту людства», що бореться з технологією імплантатів і «права рука» Вільяма Таггарта.
В охопленому заворушеннями проти впровадження імплантатів Детройті Дженсен знаходить Сендоваля. Він дізнається, що «Фронт людства» і рух «За чистоту» пов'язані набагато сильніше, ніж здавалося: Сандовал і лідер екстремістів, які очолюють заворушення, Зік Сандерс, — рідні брати. Більш того, за ними, як і за корпораціями, стоїть тіньовий світовий уряд — ілюмінати, які хочуть присвоїти відкриття Меган Рід. Сандовал розкаюється й зізнається, що маячки викрадених вчених були ним перенастроєні на іншу частоту. Виявивши сигнал імплантату одного з викрадених вчених, Василя Шевченка, Дженсен повертається в Хенша, де літальний апарат «Шаріф Індастріз» збивають найманці з приватної військової компанії «Беллтауер», а пілот Малік гине, якщо Дженсен не залишиться і не допоможе відбитися від нападників. В цей час у всіх власників імплантатів починаються періодичні збої, що змушує масово звертатися до клінік для оновлення прошивки чипів. Дженсен виявляє, що його обдурили — руку Шевченка разом з передавачем було пришито мафіозі Тонг Сі Хунгу. Однак, китаєць повідомляє, що отримав її від «Беллтауер»: найманці викрадають в Хенша людей і кудись відвозять. Дженсен пробирається в порт «Беллтауер», але потрапляє в пастку. Насилу врятувавшись, у вантажному контейнері він потрапляє до секретної лабораторії «Беллтауер» в Сінгапурі.
Тут Дженсен знаходить вчених, але ті зовсім не бажають покидати лабораторію, маючи там все, чого бажають. З'ясовується, що тільки Шевченко готував втечу і створив для цього комп'ютерний вірус. Адам запускає вірус і стикається з Джароном Наміром — чоловіком, який керував нападом на «Шаріф Індастріз» та скалічив Дженсена. Меган Рід розкриває, що вчені розробляли тут нову технологію, яка дозволяє через вживлений біочип, необхідний для роботи імплантатів, керувати поведінкою людей. За цим проєктом стоїть Г'ю Дерроу, нобелівський лауреат, творець технології імплантатів і колишній найбільший акціонер «Шаріф Індастріз». Дерроу розчарувався у своєму творінні, бачачи, що воно не робить людей щасливими, а навпаки породжує ворожнечу та використовується негідниками. Він хоче знищити породжений несправедливий світ — під дією спеціального сигналу люди з біочипом зазнають неконтрольованої агресії. Однак, це стосується тільки тих, хто оновив програму біочипа. Меган убезпечує чип Адама від впливу сигналу та повідомляє, що той має корисну мутацію, через яку не потребує препарату нейропрозину, необхідного для подолання відторгнення.
У цей час на «Панхеї» — величезній геоінженерній споруді в Арктиці, покликаній зупинити глобальне потепління, Дерроу проводить прес-конференцію за участю світових лідерів. Насправді ж він поширює звідти сигнал, який пертворює людей з імплантатами по всьому світі на безумців. Адам вирушає на «Панхею» на особистому шатлі Дерроу. Йому, оминаючи чи вбиваючи збожеволілих, вдається розшукати Шаріфа, Таггарта і Дерроу. Поговоривши з Дерроу, Дженсен вислуховує його позицію. Той переконаний, що хаос по всій планеті змусить людей відмовитися від імплантатів і на руїнах виникне кращий світ. Адам може переконати Дерроу визнати свою помилку, але так чи інакше дізнається як спуститися до суперкомп'ютера «Хірон», що керує станцією, шлючи сигнал. Там він стикається з Чжао Юньжу, котра підключається до «Хірона» з метою захопити контроль над аугментованими людьми й досягти панування над ними, і змушений вбити її. Здобувши перемогу, Адам входить в центр трансляції сигналу, де зустрічає зображення Елізи Кассан, яка пропонує вирішити насталу кризу, оприлюднивши як пояснення подій на «Панхеї» одне з трьох послань: від Шаріфа, Таггарта чи Дерроу. Кожен фінал супроводжується монологом Адама, де він обґрунтовує правильність свого вибору, та нарізкою кадрів із сучасності.
Фінали:
- Після послання Дерроу будуть припинені будь-які дослідження з технологією імплантатів у ім'я майбутнього людства. Адам лишається переконаним, що поєднання людини і машини протиприродне, тому приноситиме тільки біди. Наприкінці промови його напів-механічне тіло вимикається.
- Звернення Девіда Шаріфа зі звинуваченням в подіях фанатиків-борців з імплантатами відкриває корпораціям шлях до «золотого віку» технологій вдосконалення людини. Дженсен розмірковує над тим, що саме розвиток і постійне самовдосконалення робить людей людьми. Аугментації дозволять врешті побудувати ідеальний світ і зробити людей подібними до богів. Проблеми на шляху до цього неминучі, однак варті майбутнього щастя. Наприкінці гравецеві демонструється зародок людини майбутнього, в якій досконало поєднана природа і технологія.
- Звернення Вільяма Таггарта, що містить заклик до моральності, призведе до того, що технологія імплантатів буде таємно контролюватися ілюмінатами. Адам констатує, що більшість людей, керована низькими бажаннями і помилковими прагненнями, завжди використовує досягнення науки собі на шкоду. Але якщо є моральні люди, котрі володіють знаннями і впливом, їм потрібно надати владу, щоб скеровувати людство та оберігати його від помилок. Цей фінал завершується сценою з політиками і символом ілюмінатів.
- Дженсен може також знищити «Панхею», загинувши разом з нею і залишивши людству право самому вирішити свою долю (продовження гри вказує на те, що Адам Дженсен знищив споруду, але вижив).

У сцені після титрів за будь-якого фіналу звучить розмова персонажів Deus Ex — Боба Пейджа і Моргана Еверетта — з Меган Рід, котра прибуває працювати на них. Ця сцена поєднує Deus Ex: Human Revolution з першою Deus Ex.

## Розробка

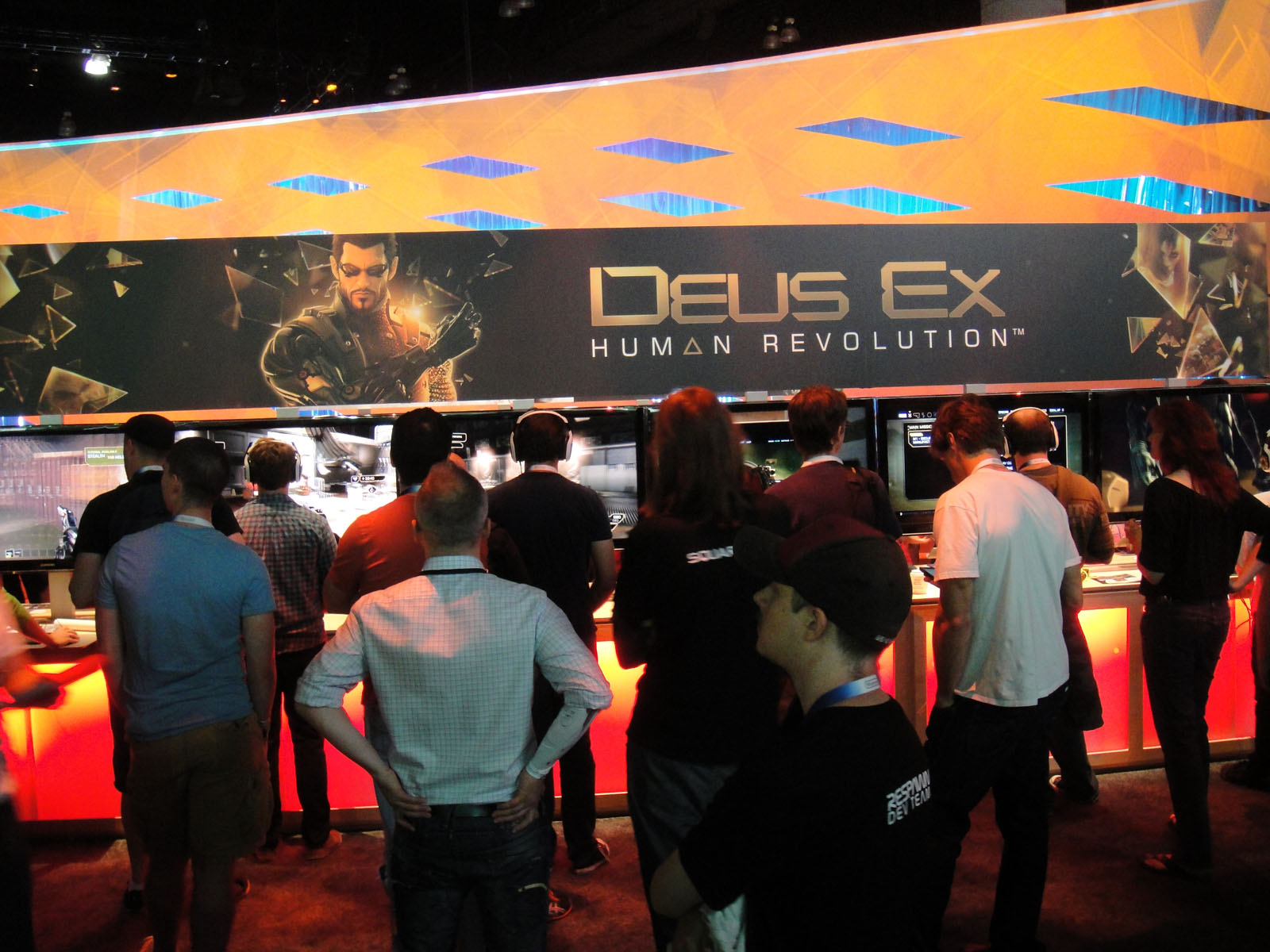
Демонстрація Human Revolution на виставці E3 2011

Human Revolution під назвою Deus Ex 3 було анонсовано 17 травня 2007 року в інтерв'ю з Патріком Мельхіором, директором Eidos France, на французько-канадському телешоу М. Net. Перший трейлер був випущений 26 листопада 2007 року, і рік потому PC Zone продемонстрували першу попередню версію, де показали дещо з механіки гри і її сеттингу, а також начерки й скріншоти. Згадувалося впровадження регенерації здоров'я, що не було спочатку схвалено шанувальникам оригінальної Deus Ex. У листопаді 2009 року було оголошено, що опублікує гру Square Enix, а розробкою CGI повинна зайнятися студія під керівництвом Goldtooth Creative з Канади. Результатом цього міжнародного партнерства став трейлер, показаний на 2010 Game Developers Conference, що був розширений на E3 2010. До того часу підзаголовок гри змінився на Human Revolution і її випуск був перенесений на 2011 рік.
На Gamescom 2010 продюсер Девід Енфоссі повідомив для блоґу VG247, що триває робота над завантажуваним контентом для гри. 16 грудня 2010 Square Enix оголосила, що гра була перенесена на наступний фінансовий рік, який почався 6 квітня 2011 року. У Penny Arcade Expo East в березні 2011 року було оголошено, що гру має бути випущено 23 серпня 2011 року в Північній Америці та 26 серпня 2011 року в Європі. 31 травня 2011 попередня версія гри потрапила в Інтернет. Режисер Жан-Франсуа Дуґас сказав, що фінальна збірка є «на 90 % близькою» до первісної концепції гри, і що команда мала джерелами натхнення «Робокопа», «Джонні Мнемоніка», «Того, що біжить по лезу бритви», і першу Deus Ex. Японський реліз гри отримав рейтинг CERO Z, через ролик, який показував відкриті внутрішні органи людини і сексуальні об'єкти. Спочатку Eidos мали намір зробити роздрібну версію на ПК заблокованою у певних регіонах. Однак, через негативну реакцію з боку громадськості, блокування не було впроваджено.

## Видання гри
Augmented Edition — видання, що було доступне після виходу гри в Steam і в retail-варіанті (дисковому). Включає в себе:
- 40-сторінковий артбук
- 44-хвилинний фільм про створення гри
- Анімовану версію коміксу Deus Ex: Human Revolution від DC Comics
- Саундтрек Human Revolution
- Всі трейлери, показані на Е3
- Бонусна місія з порятунку Трейсера Тонга[12]

Collectors Edition — поширювалося через Інтернет. В retail-варіантах було доступне тільки в Нідерландах, Австралії та Нової Зеландії. Включає в себе:
- DLC Explosive Mission Pack
- DLC Tactical Enhancement Pack
- 40-сторінковий артбук
- 44-хвилинний фільм про створення гри
- Анімовану версію коміксу «Deus Ex: Human Revolution» від DC Comics
- Саундтрек Human Revolution
- Всі трейлери, показані на Е3
- Фігурка Адама Дженсена[13]

Benelux (Nordic) Edition — видання для країн Бенілюксу. Включає в себе завантажувані доповнення: Tactical Enhancement Pack і Explosive Mission Pack.
Ultimate Edition — видане 26 березня 2012, містить саму гру, всі завантажувані доповнення і супутні матеріали:
- DLC The Missing Link
- DLC The Explosive Mission expansion pack
- DLC The Tactical Enhancement expansion pack
- 40-сторінковий артбук
- 44-хвилинний фільм про створення гри
- Анімовану версію коміксу «Deus Ex: Human Revolution» від DC Comics
- Саундтрек Human Revolution
- Всі трейлери, показані на Е3[15]

Deus Ex: Human Revolution — Director's Cut — випущене 22 жовтня 2013, відтоді подається як стандартне видання для всіх платформ. Містить додатково коментарі розробників, низку вдосконалень, завантажувані доповнення і нові супутні матеріали:
- Покращені текстури, систему освітлення і туману
- Перероблені битви з босами, в яких надається більше тактичних можливостей, зокрема до прихованого бою
- DLC The Missing Link
- DLC The Explosive Mission expansion pack
- Можливість New Game +, що надає змогу після проходження гри почати її заново, але зберігши аугментації Адама Дженсена з попереднього проходження
- Можливість для Адама автоматично відновлювати 2 блоки енергії на легкому і звичайному рівнях складності
- Вільніше використання аугментацій без конфліктів між ними
- 8 годин коментарів розробників
- 45-хвилинне відео про створення гри[16]

## Завантажувані доповнення
Explosive Mission Pack — надає ексклюзивну місію з порятунку сина Тонг Сі Хунга, гранатомет Linebacker G-87 MSGL, дистанційно керовану вибухівку M-28 UR-DED і автоматичний пристрій злому AUD.
Tactical Enchancement Pack — додає зброю: двоствольну рушницю, снайперську гвинтівку з глушником та 10000 кредитів на старті гри.
Обидва DLC були доступні при попередньому замовленні гри, як бонус, а також були включені у видання Augmented Edition. Крім того вони завантажуються окремо.
Deus Ex: Human Revolution — The Missing Link — DLC, що вийшло 18 жовтня 2011 для ПК і Xbox 360, та PlayStation 3 через день. Видання гри Director's Cut включає це DLC. Події доповнення відбуваються між відправленням Адама Дженсена з порту «Беллтауер» і прибуттям у Сингапур. Він опиняється на вантажному судні, що перевозить викрадених людей на морську лабораторію, де ставляться експерименти над в'язнями для проєкту «Гідра» — поєднання комп'ютера і людського мозку. В подіях цього доповнення Адам втрачає всі аугментації, зброю та спорядження, але поступово повертає їх.
Присутність Адама на кораблі було викрито і він опинився на допиті в жінки Нетаньї Кайтнер, яка вважає його шпигуном. Не отримавши ніяких відомостей, вона залишає Адама прикутим до електромагнітного крісла, але воно раптом вимикається, що дозволяє Дженсену втекти. Загадковий голос допомагає йому знайти своє спорядження. Адам покидає корабель, коли він прибуває на якусь базу, і вирушає на місце зустрічі, вказане невідомим помічником.
На базі він вдруге зустрічає Кайтнер, яка виявляється подвійним агентом, що працює на Інтерпол, і просить допомогти зібрати інформацію про «Беллтауер». Адам підслуховує розмову командира бази Пітера Берка з ученими про досліди над людьми. Знайшовши спосіб подолати систему охорони і познайомившись з помічником Кайтнер, Гарві Квінном, він проникає в лабораторії та вмовляє вченого Тіффані Каванах дати показання для Інтерполу. Берк тим часом викриває Кайтнер, вбиває її та збирається отруїти базу газом, щоб стерти докази експериментів. Адам постає перед вибором врятувати викрадених людей, чи Каванах (є прихована можливість врятувати всіх). Після бою з Берком до Дженсена виходить дійсний автор загадкового голосу — Гарві Квінн. Той роз'яснює, що працює на ілюмінатів, і організовує доставку Дженсена в Сінгапур, де повинна знаходитися Меган Рід.

## Оцінки й відгуки
| Агрегатор    | Оцінка                                    |
| ------------ | ----------------------------------------- |
| GameRankings | (PC) 90,19 % (PS3) 89,89 % (X360) 89,57 % |
| Metacritic   | (PC) 90/100 (PS3) 89/100 (X360) 89/100    |

| Видання                                  | Оцінка |
| ---------------------------------------- | ------ |
| Eurogamer                                | 9/10   |
| Game Informer                            | 8.5/10 |
| GameSpot                                 | 8.5/10 |
| IGN                                      | 9.0/10 |
| Official Xbox Magazine (Велика Британія) | 10/10  |
| PC Gamer (Велика Британія)               | 94 %   |

### Критика
Deus Ex: Human Revolution отримала широке визнання критиків. PC Gamer UK дав грі оцінку 94 бали і «Вибір редактора», схарактеризувавши її як гру, яка «присоромлює майже все інше в жанрі». Official Xbox Magazine UK дав грі 10/10. Official PlayStation Magazine UK дав 8/10, посилаючись на нестачу боєприпасів, час завантаження і битви з босами. Загальні критичні зауваження стосувалися битв босами, які виключають елементи вибору і гнучкості в бою. IGN дав грі 9.0, хвалячи нелінійність основних сюжетних і побічних квестів, сказавши: «Кожен з них має кілька шарів, кілька кутів, які можна досліджувати, абож ні, кілька перспектив, які можна розглянути і кілька можливих результатів». В IGN також високо оцінили вільну суть гри, заявивши, що «ніколи не відчували себе „покараними“ за свій стиль гри, і там існують приміщення для проходження як прихованого, так і „палячи зі всіх стволів“, кожен шлях завжди мав переваги і недоліки, але в підсумку, все це привело до успіху». PC Gamer UK оцінив Deus Ex: Human Revolution як «екшн-гру року» за 2011 рік.
Гра продалася в кількості 2,18 млн копій на всіх платформах станом на 30 вересня 2011 року. 800 тисяч з яких були продані в Північній Америці і 1,38 млн в Європі.

### Нагороди
GamePro (Німеччина)
- 2011 — Номер 2 в списку консольних екшн-ів року (Читацьке голосування) (англ. #2 Console Action Game of the Year (Readers' Vote))

PC Games (Німеччина)
- 2012 — Номер 2 в списку найкращих ігор 2011 року (Вибір редакторів) (англ. #2 Best Game in 2011 (Editors' Choice))
- Номер 3 в списку найкращих RPG 2011 року (Вибір читачів) (англ. #3 Best RPG in 2011 (Readers' Choice))
- Номер 5 в списку несподіванок 2011 року (Вибір читачів) (англ. #5 Surprise in 2011 (Readers' Choice))[34]

## Продовження
Розробка продовження під назвою Deus Ex: Mankind Divided була підтверджена 8 квітня 2015 року. Гра створена для PlayStation 4, Xbox One та ПК. Вона розроблена на рушієві від Eidos — Dawn Engine, який підтримує DirectX 12, а також технології TressFX.
Події відбуваються в 2029 році, через два роки після фіналу першої частини. Головним героєм є Адам Дженсен з Human Revolution. Після подій Human Revolution аугментовані люди стали ізгоями, що живуть в гетто, а Дженсен приєднається до команди, спонсорованої Інтерполом, і розшукує вдосконалених імлантатами терористів.

## Відсилання до інших ігор
- В штаб-квартирі «Шаріф Індастріз», в кабінеті № 23, можна знайти електронну книгу з заголовком «Яким буде світ у 2050 році», яка досить точно описує світ першої Deus Ex.
- В офісі поліції Детройта висить постер гри Final Fantasy XXXII. Ігри цієї серії, як і Deus Ex, видає Square Enix.
- Баррет має в протезі руки кулемет, як і однойменний персонаж з Final Fantasy VII[37].